# Metria euristea
Metria euristea är en fjärilsart som beskrevs av Stoll 1780. Metria euristea ingår i släktet Metria och familjen nattflyn. Inga underarter finns listade i Catalogue of Life.

## Bildgalleri

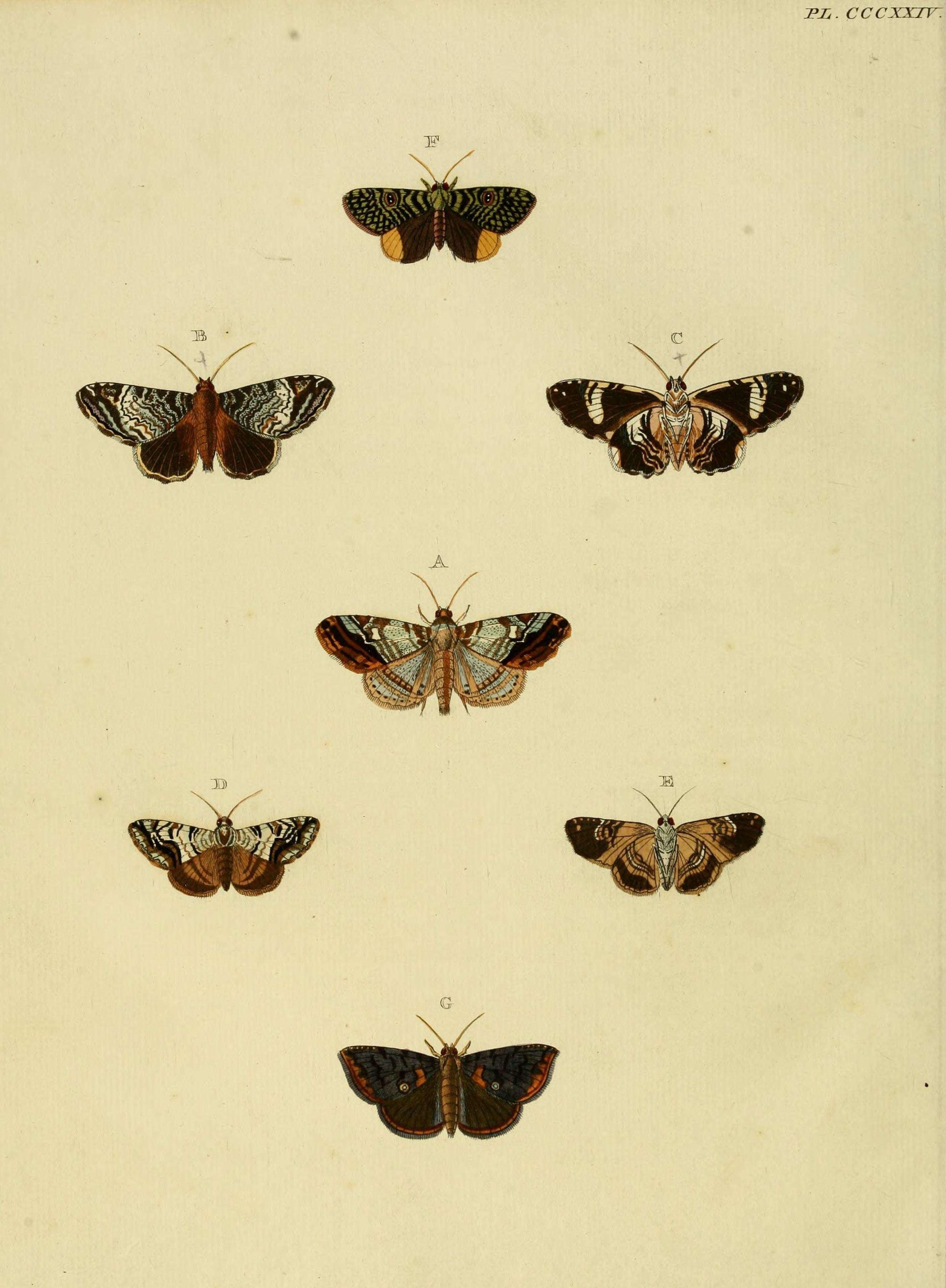